# Fejd
Fejd — шведская музыкальная группа, образованная в 2001 году братьями Патриком и Никласом Риммерфорсами. Их относят к фолк-металу и неофолку, но в звучании команды явно заметно преобладание фолка над металлом. С 2002 по 2006 год группа выпустила 4 мини-альбома. В 2008 году коллектив заключил соглашение с Napalm Records и уже на следующий год выпустили первый полноценный альбом.
Дискография:
- I En Tid Som Var - демозапись (2002)
- Huldran - демозапись (2004)
- Eld – мини-альбом (2006)
- Storm - альбом (2009)
- Eifur - альбом (2010)
- Nagelfar - Full-length (2013)
- Trolldom - альбом (2016)